# John Daly (Getränk)

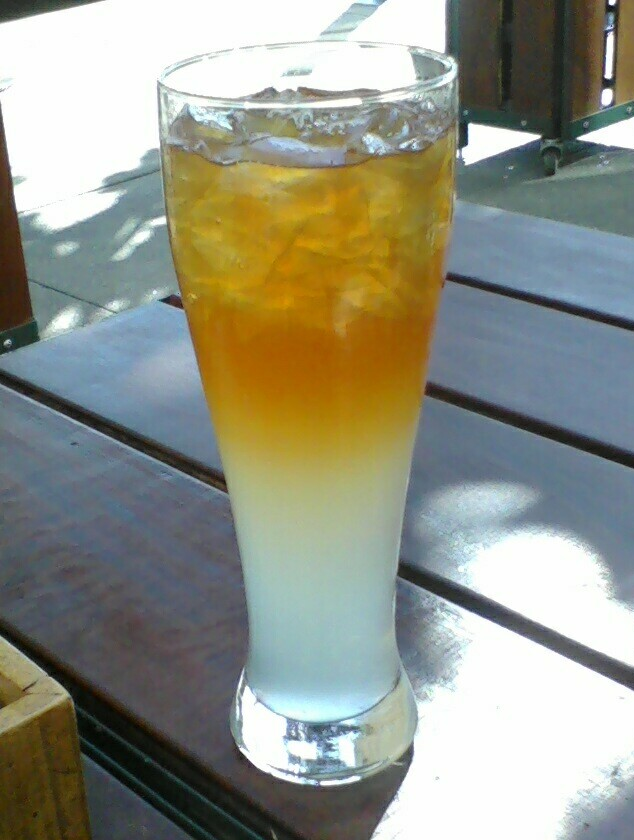
Die alkoholfreie Variante, der Arnold Palmer

John Daly ist ein Mischgetränk, das aus Eistee, Limonade und Wodka besteht. Es wurde nach dem Golfer John Daly benannt. Das Getränk ist eine alkoholische Version des Arnold Palmer (ebenfalls ein amerikanischer Golfer).

## Geschichte
Laut Arnold Palmer mischte er sich das Getränk, die alkoholfreie Variante, selber zu Hause oder er bestellte es bei Golfturnieren im Clubhaus. Eine in der Nähe sitzende Frau bekam das zufällig mit und bestellte daraufhin „that Palmer drink“, woraus sich der Name ableitete.
Im Gegensatz zu Arnold Palmer war John Daly als Enfant terrible in der Golfszene sowohl bekannt als auch berüchtigt. Er rauchte selbst auf Golfturnieren Kette und wenn er nicht gerade einen Golfschläger in der Hand hielt, dann ein Bier im Pappbecher oder direkt eine Bierbüchse. In den meisten US-Bundesstaaten ist der offensichtliche Konsum von Alkohol im öffentlichen Raum verboten. Auch wenn der Golfclub kein öffentlicher Raum im eigentlichen Sinne ist, so ist es zumindest verpönt in der Öffentlichkeit Alkohol zu konsumieren. Ein Clubhaus Barkeeper kreierte die alkoholische Variante des Arnold Palmers und benannte sie nach ihm. Als Reaktion darauf gründete Daly mit zwei Freunden eine eigene Abfüllung „seines“ Cocktails.

## Variationen
- Den John Daly gibt es in verschiedenen Varianten so z. B. den Southern-Style John Daly, der anstelle von Wodka Bourbon und Minze enthält
- Die Version mit Mango-Rum wird „Spiked Lemon Tea“ genannt.
- Ein John Daly mit Tequila statt Wodka wird umgangssprachlich manchmal als Juan Daly bezeichnet.